# Ödön Tersztyánszky

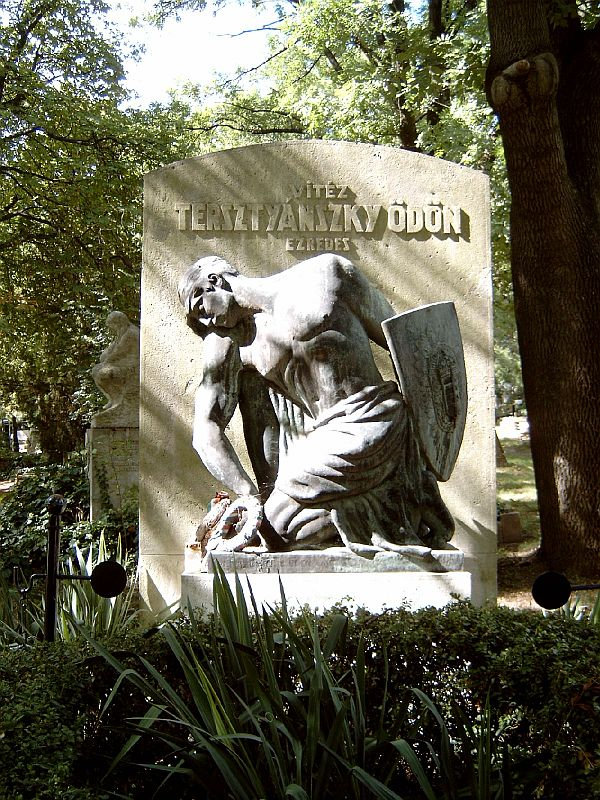
Grabstätte von Ödön Tersztyánszky

Ödön Tersztyánszky [ˈødøn ˈtɛrscaːnski] (* 6. März 1890 in Csákvár; † 21. Juni 1929 in Budapest) war ein ungarischer Fechter.
Bei den Olympischen Sommerspielen 1924 in Paris gewann Tersztyánszky in den Mannschaftswettbewerben Florett die Bronze- und Säbel die Silbermedaille. Vier Jahre später bei den Olympischen Sommerspielen 1928 in Amsterdam wurde Tersztyánszky Doppelolympiasieger im Säbelfechten. Sowohl im Einzel- als auch im Mannschaftswettbewerb gewann er die Goldmedaille.
Er starb am 21. Juni 1929 an den Folgen eines schweren Autounfalls, den er wenige Tage zuvor in Solymár erlitten hatte. Sein Grab befindet sich auf dem Farkasréti temető (Friedhof Farkasrét) in Budapest.